# Der Bücherkreis

Logo der Buchgemeinschaft „Der Bücherkreis“, entworfen von Karl Schulpig

Der Bücherkreis war eine sozialdemokratische Buchgemeinschaft während der Weimarer Republik.

## Geschichte
Der Bücherkreis wurde 1924 mit dem Geschäftssitz in Berlin-Kreuzberg, Belle-Alliance-Platz 6, in der Rechtsform einer GmbH gegründet und definierte sich selbst mit diesen Worten:
Der Bücherkreis ist eine Vereinigung des werktätigen Volks zur Pflege des guten und wertvollen Buches.
Bis 1928 leitete Friedrich Wendel die Buchgemeinschaft, danach übernahm Karl Schröder die Leitung bis 1932.  Wendel und Schröder kannten sich aus der Zeit ihrer gemeinsamen Aktivitäten in der Berliner Gruppe der KAPD. Das Verbot der Buchgemeinschaft erfolgte 1933 nach der Machtübernahme durch die nationalsozialistische Regierung.
Seit 1925 erschien, herausgegeben von einer Redaktion mit Sitz in Berlin-Kreuzberg, Lindenstraße 3, ein Monatsheft im Oktavformat bei einem Umfang von 16 Seiten. Das Monatsheft enthielt Grafiken mit Motiven aus dem Arbeitsleben, ein farbiges Kunstblatt, Karikaturen, Literaturexte, Gedichte und organisatorische Mitteilungen. Insgesamt konnten neun Jahrgänge bis 1933 erscheinen – der letzte Jahrgang nur noch mit einem Heft.

## Organisation
Der Bücherkreis war eine auf genossenschaftliche Solidarität gestellte Buchgemeinschaft, die von keiner Gewinnabsicht geleitet wurde. In ihrer Satzung heißt es zum Unternehmenszweck:
Ziel ist, durch Herausgabe guter Bücher in bester Ausstattung für billiges Geld im Interesse des werktätigen Volkes zu wirken.
Der Geschäftssitz in Berlin hatte die Funktion einer Hauptgeschäftsstelle für die deutschlandweiten Zahlstellen. Sie führten sogenannte Propaganda-Abende zum Zwecke der Mitgliederwerbung durch. Mitglieder bildeten die Grundlage des Vertriebs von Büchern zu günstigen Konditionen. Im Jahr 1927 betrug der monatliche Beitrag 1,00 Reichsmark einschließlich des Monatsheftes für 30 Pfennige. Für zusätzliche, über das Quartalsbuch hinausgehende Bestellungen zahlte das Mitglied je Buch 3,00 Reichsmark. Ein Eintrittsgeld im Sinne einer Aufnahmegebühr wurde nicht erhoben. Im Bücherkreis kam pro Quartal ein Buch zur Verteilung, wobei seit dem I. Quartal 1927 die Mitglieder jeweils zwischen zwei gleichwertigen Büchern wählen konnten. 
Außerdem hatten die Mitglieder das Recht, für einen weiter herabgesetzten Preis nach freier Wahl ein Buch zu erwerben. Aber auch Nichtmitglieder erhielten die Möglichkeit, alle Werke zum Preis von je 4,80 Mark zu beziehen. Laut Prospekt Was ist der Bücherkreis? aus dem Jahr 1930 hatte die Buchgemeinschaft in den fünf Jahren ihres Bestehens über eine Million Bände verbreitet. (Die hohe Gesamtauflage mag ein Grund dafür sein, dass die heutigen Preise im Antiquariatshandel relativ niedrig sind. Ausnahmen bilden lediglich die folgenden drei Bücher: Fritz Wildung über den Arbeitersport aus dem Jahr 1931, Alexander Schwab Das Buch vom Bauen aus dem Jahr 1930, veröffentlicht unter dem Pseudonym Albert Sigrist, und die Soll-und-Haben-Ausgabe von Gustav Freytag, die 1933 wegen des Verbots des Bücherkreises durch die Nazis nicht mehr offiziell zur Auslieferung kam.)

## Logo
Markantes Zeichen des Bücherkreises war und ist das von Karl Schulpig entworfene Logo: Es zeigt einen stehenden und lesenden Mann, der in schwarzer Eleganz gekleidet ist und als Kopfbedeckung eine Melone trägt. Vor seinem Gesicht hält der Mann ein geöffnetes Buch. Aus der Sicht der Person gesehen, ist der rechte Teil des Bucheinbandes entweder weiß, punktiert oder farbig angelegt. Die Figur hat eine Größe von 30 mm, und sie steht in einem Kreis, der einen inneren Durchmesser von 8 mm und einen äußeren von 13 mm hat. Das gesamte Logo besitzt eine Höhe von 32,5 mm. Das Schellengeläut zeigt das Logo jedoch mit einem roten Kreis und einem roten statt weißen Buchdeckel. Generell ist das Logo im Inneren eines Buches jeweils auf dem zweiten Vorblatt an wechselnden Standorten platziert. Gelegentlich befindet sich auf dem Buchrücken das Logo, wie es zum Beispiel bei der Ausgabe Liebe und Ehe im Leben der Völker von Heinrich Cunow der Fall ist. 
Unbeantwortet bleiben muss gegenwärtig (Juli 2009) die Frage, aus welchen werbepsychologischen Gründen die Initiatoren des sozialdemokratischen Bücherkreises ein Logo wählten, das dem Betrachter ein bürgerliches Erscheinungsbild vermittelt.

## Programm
Das Programm der Buchgemeinschaft war zwar sozialdemokratisch ausgerichtet, jedoch orientierte es sich am linken Spektrum der Arbeiterbewegung. Eine politische Ausrichtung, die an den Autoren der Buchreihe sowie an den publizierten Titeln erkennbar bleibt. Die Einbände der Bücherreihe wurden gestaltet von Lili Réthi, Hans Windisch, Will Faber, Hans Baluschek und Jan Tschichold.

### Leitung Friedrich Wendel

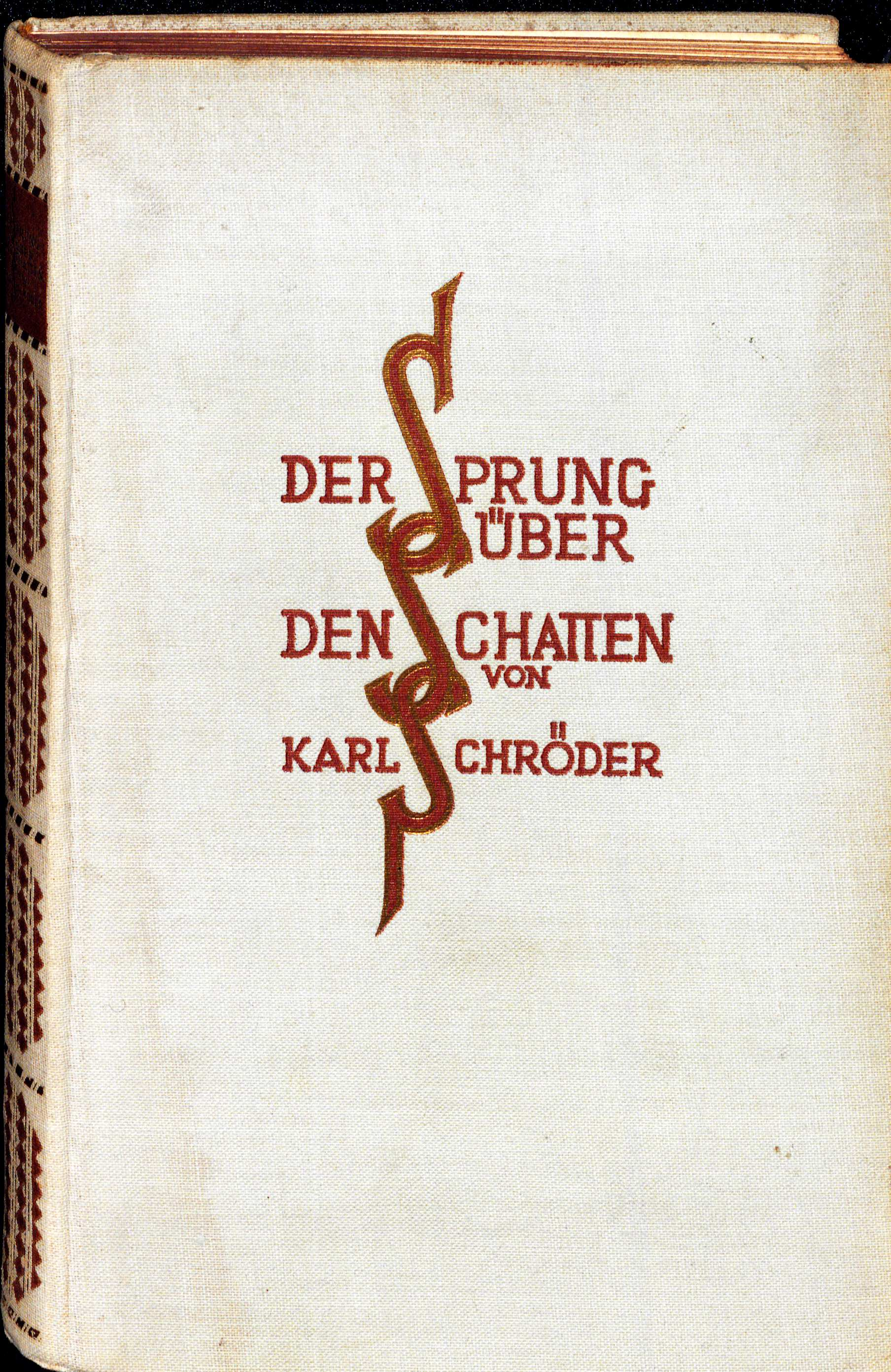
Karl Schröder: Der Sprung über den Schatten (1928)

- Band  1: Friedrich Wendel: Das 19. Jahrhundert in der Karikatur. Einbandentwurf von Aloys Rieke. 1925.
- Band  2: Martin Andersen Nexö: Sühne. Einbandentwurf von Hans Windisch. 1925.
- Band  3: Paul Zech: Die Geschichte einer armen Johanna. Einbandentwurf von Hans Baluschek. 1925.
- Band  4: Raoul Heinrich Francé: Das Land der Sehnsucht. Reisen eines Naturforschers im Süden. 1925.
- Band  5: Maxim Gorki: Der Sohn der Nonne. Aus dem Russischen von August Scholz. 1925.
- Band  6: Richard Woldt: Die Arbeitswelt der Technik. Einbandentwurf und Bildschmuck von Helmut Krommer. 1926.
- Band  7: Friedrich Wolf: Kreatur. Roman der Zeit. Einbandentwurf von Will Faber. 1926.
- Band  8: Annie Francé-Harrar: Tier und Liebe. Geschichten von Unterdrückten und Verkannten. Einbandentwurf von Hans Windisch. 1926.
- Band  9: Alfred Otto Stolze: Angela. Einbandentwurf und Bildschmuck von Max Graeser. 1926.
- Band 10: Hermann Horn: Die Dämonen und das blaue Band. Einbandentwurf von Will Faber. I. Quartal/1927.
- Band 11: Friedrich Wendel: Das Schellengeläut. Kulturkritische Karikaturen. Einbandentwurf von Arthur Wellmann. I. Quartal/1927.
- Band 12: Max Barthel: Der Putsch. Einbandentwurf von Karl Holtz. II. Quartal/1927.
- Band 13: Friedrich Max Kircheisen: Die Bastille. Einbandentwurf von Max Graeser. II. Quartal/1927.
- Band 14: Heinrich Bruno Grosser: Auf dem toten Gleise. Die Geschichte eines verfehlten Lebens. Einbandentwurf u. Titelseite Will Faber. III./1927.
- Band 15: Heinrich Cunow: Technik und Wirtschaft des europäischen Urmenschen. III./1927, Einbandentwurf, Bildschmuck und Initialen: A. W. Baum.
- Band 16: Max Barthel: Der Mensch am Kreuz. Roman nach dem Tagebuch eines katholischen Pfarrers. Einbandentwurf und Innentitel Will Faber. IV./1927.
- Band 17: Oskar Wöhrle: Der Baldamus und seine Streiche. Einbandentwurf und Gestaltung Jacobus Belsen. IV./1927 und 1931.
- Band 18: Edmond und Jules de Goncourt: Das Dienstmädchen Germinie. Aus dem Französischen übertragen von Bernhard Jolles. Einbandentwurf von Will Faber. I./1928.
- Band 19: Paul Kampffmeyer und Bruno Altmann: Vor dem Sozialistengesetz. Krisenjahre des Obrigkeitsstaates. I./1928.
- Band 20: Karl Schröder: Der Sprung über den Schatten. Einbandentwurf von Theodor Schultze-Jasmar. II./1928.
- Band 21: Eduard Bernstein: Sozialdemokratische Lehrjahre. II./1928.
- Band 22: Curt Grottewitz und Wilhelm Bölsche: Mensch als Beherrscher der Natur. Von Bölsche ergänzte Nachlassausgabe.[4] Einbandentwurf von F. Peffer. III./1928.
- Band 23: Camille Lemonnier: Der eiserne Moloch. Aus dem Flämischen übertragen von P. Cornelius. Einbandentwurf von Will Faber. III./1928.
- Band 24: Hermann Müller-Franken: Die Novemberrevolution. Erinnerungen. Einbandentwurf F. Peffer. IV./1928.
- Band 25: Camille Lemonnier: Es geht ein Wind durch die Mühlen. Aus dem Flämischen übertragen von P. Cornelius. Einbandentwurf von F. Peffer. IV./1928.

### Leitung Karl Schröder

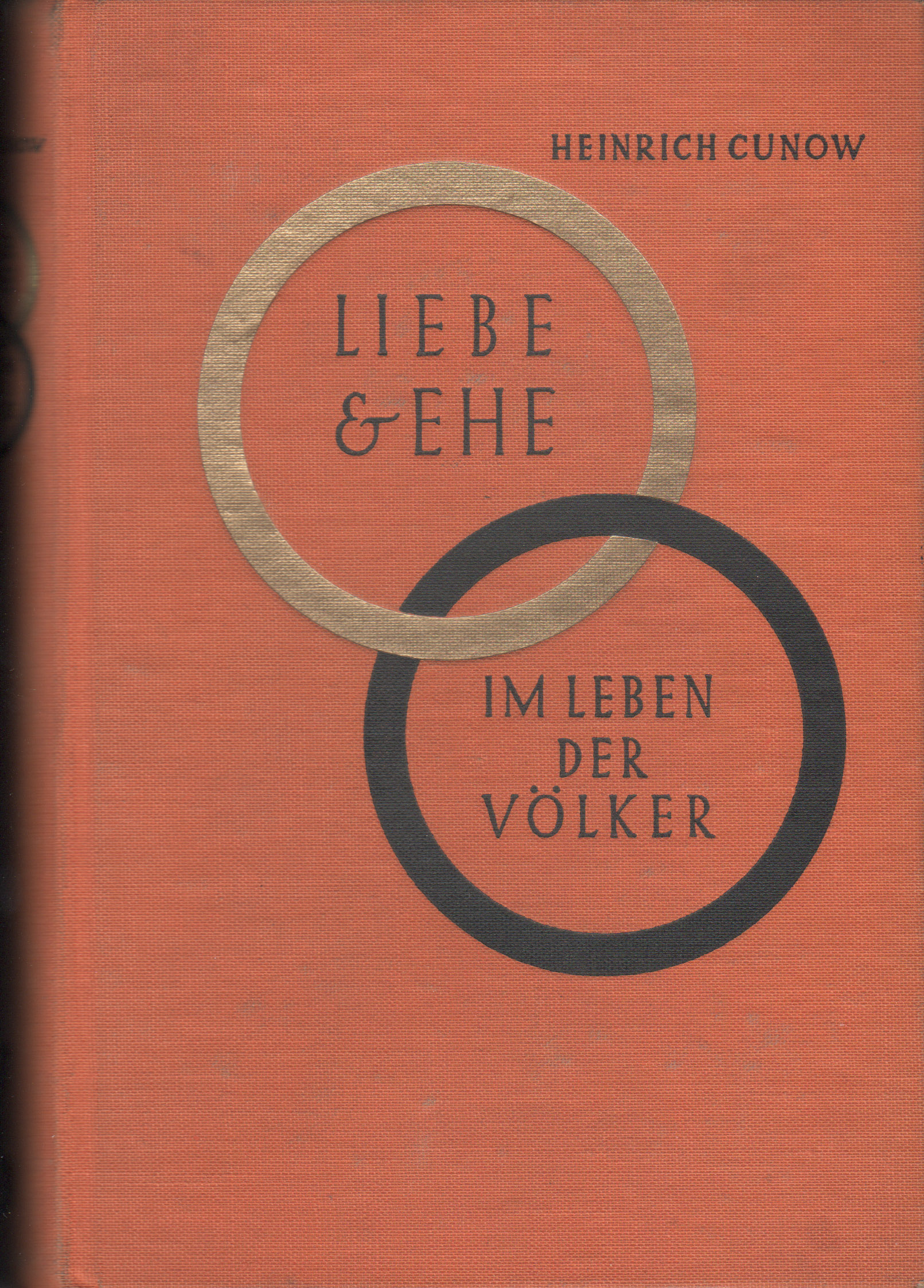
Liebe & Ehe im Leben der Völker von Heinrich Cuno (1929)

Mit der Übernahme der Leitung durch Karl Schröder entfielen die Bandnummern. Aufgrund der gegenwärtigen Quellenlage (Juli 2009) ist eine quartalsweise Zuordnung der Bücher innerhalb des jeweiligen Jahres noch nicht möglich. Folgende Bücher erschienen bis 1933:
- Heinrich Cunow: Liebe und Ehe im Leben der Völker. Einbandentwurf von F. Peffer. 1929.
- Jeppe Aakjär: Gärende Kräfte. Landarbeiterroman. Berechtigte Übertragung von Gerda Haupt-Placzek. Einbandentwurf von F. Peffer. 1929.
- Karl Schröder: Die Geschichte Jan Beeks. 1929.
- Anna Karawajewa: Das Sägewerk. Aus dem Russischen übersetzt von Alexandra Ramm-Pfemfert. Kurzfassung von Fabrik im Walde. Einbandentwurf von F. Peffer. 1929.
- Bruno Schönlank: Agnes. Roman aus der Zeit des Sozialistengesetzes. Einbandentwurf F. Peffer. 1929.
- Max Barthel: Aufstieg der Begabten. Einbandentwurf von F. Peffer. 1929.
- Max Barthel, Franz Jung, Adam Scharrer und Oskar Wöhrle: Das Vier-Männer-Buch. Erlebnis-Novellen. 1929, Einbandentwurf: F. Peffer.
- Adrianus Michael de Jong: Verrat. (Mereyntje Geysens Kindheit, Band I, aus dem Holländischen von Friedrich und Maria Grünberg). Einbandentwurf F. Peffer. 1929.
- Adrianus Michael de Jong: Der seltsame Küster. (Mereyntje Geysens Kindheit, Band II, aus dem Holländischen von Friedrich und Maria Grünberg). Einbandentwurf F. Peffer. 1929.
- Adrianus Michael de Jong: Einfältige Kinder. (Mereyntje Geysens Kindheit, Band III, aus dem Holländischen von Friedrich und Maria Grünberg). Einbandentwurf F. Peffer. 1930.
- Adrianus Michael de Jong: Im Strudel. (Mereyntje Geysens Kindheit, Band IV, aus dem Holländischen von Friedrich und Maria Grünberg). Einbandentwurf F. Peffer. 1930.
- Adam Scharrer: Aus der Art geschlagen. Reisebericht eines Arbeiters. Einband und typografische Gestaltung von Jan Tschichold. 1930.
- Robert Budzinski: Kehr’ um. Einbandentwurf von Lili Rethi. 1930.
- Werner Illing: Utopolis. 1930.
- Pierre Hamp (das ist Henri Bourillon): Flachs. 1930.
- Leonard Sidney Woolf: Ein Dorf im Djungel. Sozialkritischer Bericht über Ceylon. Aus dem Englischen übertragen und mit einem Vorwort versehen von Ludwig W. Weddige. Einbandentwurf von Lili Rethi. 1930.
- Josef Maria Frank: Das Leben der Marie Szameitat. 1930.
- Eugéne-François Vidocq: Vom Galeerensträfling zum Polizeichef – eine seltsame Lebensgeschichte. 1930.
- Erich Herrmann: Vorher und Hernach. Die Geschichte eines Findlings. 1930.
- Felix Scherret: Der Dollar steigt. Inflationsroman aus einer alten Stadt. 1930.
- Albert Sigrist (eigentlich: Alexander Schwab): Das Buch vom Bauen. 1930.
- Franz Jung: Hausierer. Gesellschaftskritischer Roman.  Einband und Typographie von Jan Tschichold. 1931.
- Arthur Goldstein (Hrsg.): Das lustige Buch des Bücherkreises. Eine Sammlung von Humoresken und Grotesken. Einband und Typographie von Franz Peffer. Mit Beiträgen von Erich Kästner, Peter Panter, Roda Roda, P. Scher, Hans Reimann, Oskar Wöhrle, R. Budzinski und anderen. 1931.
- Karl Schröder: Familie Markert. Eine Gesellschaftsstudie (2 Bände). 1931.
- Dmitrij Tschetwerikow: Die Rebellion des Ingenieurs Karinski. 1931.
- Fritz Wildung: Arbeitersport. Einbandentwurf von F. Peffer. 1931.
- Eva Broido: Wetterleuchten der Revolution. Mit einem Vorwort von Alexander Stein. Einbandentwurf von F. Peffer. 1931.
- Ramon J. Sender: Iman. Kampf um Marokko. Aus dem Spanischen von G. H. Neuendorff. Einbandentwurf und Typographie von Jan Tschichold. 1931.
- Otto Mänchen-Helfen: Reise ins asiatische Tuwa. 1931, Einbandentwurf und Typographie: Jan Tschichold.
- Otto Bernhard Wendler: Laubenkolonie Erdenglück. Typographie und Einband von Jan Tschichold. 1931.
- Josef Lenhard: Mensch unterm Hammer. Einbandentwurf und Typographie von Jan Tschichold. 1932.
- Otto Mänchen-Helfen: Drittel der Menschheit. Ein Ostasienbuch. Einband und Typographie von Jan Tschichold. 1932.
- Berta Selinger: Herz in Flammen. 1932.
- Boris Nikolajewski: Asew. Die Geschichte eines Verrats. Aus dem russischen Manuskript übersetzt von Nina Stein. Einbandentwurf und Typographie von Jan Tschichold. 1932.
- Erich Grisar: Mit Kamera und Schreibmaschine durch Europa. Einbandentwurf, Satz- und Bildanordnung Jan Tschichold. 1932.
- Helmut Wickel: I.-G. Deutschland. Ein Staat im Staate. Einbandentwurf und Typographie von Jan Tschichold. 1932.
- Oskar Wöhrle: Jan Hus. Der letzte Tag. 1932.
- Paul Banks: Das geduldige Albion. Einband und Typographie von Jan Tschichold. Mit einem Nachwort des Verfassers. Übersetzung aus dem Englischen von Karl Korn. 1932.
- Albert Klaus: Die Hungernden. Ein Arbeitslosenroman. Einbandentwurf und Typographie von Jan Tschichold. 1932.
- Arturo Uslar-Pietri: Die roten Lanzen. Roman aus der lateinamerikanischen Befreiungszeit. Berechtigte Übersetzung, Einführung und Nachwort von G. H. Neuendorff. Mit 22 Bildern aus dem tropischen Amerika und einer Karte. Einbandentwurf und Typographie von Jan Tschichold. 1932.
- Nikolai Bogdanow: Dorf und Kommune. Aus dem Russischen von Nina Stein. 1933.
- Semjon Rosenfeld: Russland vor dem Sturm. Aus dem Russischen übertragen von Werner Bergengruen. Typographie Jan Tschichold. 1933.
- Otto Mänchen-Helfen und Boris Nikolajewski: Karl und Jenny Marx. Ein Lebensweg. 1933. (Das vorletzte Buch des Bücherkreises vor der Machtübernahme).[5]
- Gustav Freytag: Soll und Haben. Einbandentwurf von Andreas Nießen. 1933. (Zur offiziellen Auslieferung kam es nicht mehr.)